# 大叶腹水草
大叶腹水草（学名：Veronicastrum robustum sp. grandifolium）为玄参科腹水草属下的一个亚种。

## 扩展阅读
- 維基物種上的相關：大叶腹水草